# Самут Сакон
Самут Сакон е една от 76-те провинции на Тайланд. Столицата ѝ е едноименния град Самут Сакон. Населението на провинцията е 1 220 998 жители (2011 г. – 53-та по население), а площта 872,3 кв. км (72-ра по площ). Намира се в часова зона UTC+7. Разделена е на 3 района, които са разделени на 40 общини и 288 села.